# Elymus dentatus
Elymus dentatus là một loài thực vật có hoa trong họ Hòa thảo. Loài này được (Hook.f.) Tzvelev mô tả khoa học đầu tiên năm 1970.